# フリーポート (バハマ)
フリーポート（英語: Freeport）はバハマの県である。県都はフリーポート。

## 隣接行政区画
- ウェスト・グランド・バハマ

## 交通
- グランドバハマ国際空港 （ウェスト・グランド・バハマにある最寄りの空港)